# Яворник-Польський (гміна)
Гміна Яворник-Польський (пол. Gmina Jawornik Polski) — місько-сільська гміна у східній Польщі. Належить до Переворського повіту Підкарпатського воєводства.
Станом на 31 грудня 2011 у гміні проживало 4648 осіб.

## Площа
Згідно з даними за 2007 рік площа гміни становила 62.92 км², у тому числі:
- орні землі: 69.00%
- ліси: 21.00%

Таким чином, площа гміни становить 9.01% площі повіту.

## Населення
Станом на 31 грудня 2011:
| Опис     | Загалом | Загалом | Чоловіки | Чоловіки | Жінки | Жінки |
| -------- | ------- | ------- | -------- | -------- | ----- | ----- |
| одиниця  | осіб    | %       | осіб     | %        | осіб  | %     |
| все      | 4648    | 100     | 2299     | 49.46    | 2349  | 50.54 |
| міське   | 0       | 100     | 0        |          | 0     |       |
| сільське | 4648    | 100     | 2299     | 49.46    | 2349  | 50.54 |

## Солтиства
- Явірник Польський
- Гадлі Каньчузькі
- Гадлі Шклярські
- Гутисько Явірницьке
- Явірник-Передмістя
- Манастир
- Відачів
- Загір’я

## Сусідні гміни
Гміна Яворник-Польський межує з такими гмінами: Гижне, Динів, Дубецько, Каньчуга, Маркова.